# Elisabeth Spohr
Elisabeth Spohr (* 19. April 1887 in Rheine; † 23. Juni 1970 in Berlin) war eine deutsche Pädagogin und Politikerin (DNVP).

## Leben
Nach dem Besuch der Höheren Mädchenschule und der realgymnasialen Studienanstalt studierte Elisabeth Spohr Germanistik und Theologie. Sie bestand das Lehrerinnenexamen und promovierte 1915 an der Ernst-Moritz-Arndt-Universität Greifswald zum Dr. phil. (Dissertation: Die Darstellung der Gestalten in Immermanns Epigonen). Im Anschluss arbeitete sie als Oberlehrerin an der königlichen Luisenstiftung in Posen. Im Oktober 1919 wechselte sie als Studienrätin an die staatliche Elisabethschule in Berlin. Des Weiteren betätigte sie sich als Publizistin. Von 1923 bis 1933 war sie Vorsitzende der Vereinigung Evangelischer Frauenverbände.
Nach der Novemberrevolution trat Spohr in die Deutschnationale Volkspartei (DNVP) ein. Während der Zeit der Weimarer Republik fungierte sie als Vorsitzende des Reichsfrauenausschusses der Partei. Von 1919 bis 1921 war sie Mitglied der Verfassunggebenden Preußischen Landesversammlung. Anschließend wurde sie in den Preußischen Landtag gewählt, dem sie bis zur Auflösung der Körperschaft im Oktober 1933 angehörte.

## Schriften (Auswahl)
- Die Darstellung der Gestalten in Immermanns "Epigonen". Hartmann, Greifswald 1915 (Greifswald, Univ., Phil. Diss., 1915).
- Deutschnationale Vertretung der Fraueninteressen in der Preußischen Landesversammlung. Deutschnationale Schriftenvertriebsstelle, Berlin 1920 (Deutschnationale Politik; 15).
- Die Gefährdung des deutschen Ostens. Deutschnationale Schriftenvertriebsstelle, Berlin 1928 (Aus Deutschlands Not und Ringen; 4).
- Die ostdeutsche Frau im deutschen Grenzkampf. In: Der Weg zur Freiheit. Halbmonatsschrift des Arbeitsausschusses Deutscher Verbände, Jg. 9 (1929), Nr. 2, S. 29–31.